# Nanosnyj
Nanosnyj (in russo Наносный?) è una piccola isola, la più settentrionale delle isole Anžu, che a loro volta sono un sottogruppo settentrionale delle isole della Nuova Siberia. L'isola si trova nel mare della Siberia orientale, a nord del golfo di Dragocennaja (губа Драгоценная), che si trova tra Kotel'nyj e la Terra di Bunge; l'isola è lunga solo 4 km.
Nanosnyj fa parte del Bulunskij ulus del territorio della Repubblica autonoma russa della Sacha-Jacuzia, nel Circondario federale dell'Estremo Oriente, (Siberia orientale).